# Астраханський державний театр ляльок
Астраханський державний театр ляльок" (рос. Астраханский государственный театр кукол) — державний ляльковий театр у обласному центрі Росії місті Астрахані.

## Загальні дані
Астраханський державний театр ляльок міститься в історичній будівлі на розі вулиць Нікольської і Фіолетова за адресою:
вул. Фіолетова, буд. 12, м. Астрахань-414000 (Росія).
До 1917 це був будинок Російсько-Азіатського банку. У 1991 році здійснено реконструкцію споруди (автори проекту реконструкції В. Долгополов і А. Тихонов).
У касовому фоє театру працює «Музей ляльок», де експонуються ляльки з вистав, які стали його історією, також тут відбуваються виставки астраханських митців.
Режим роботи закладу:
- четвер, п'ятниця (початок вистав о 10-00 і о 12-00);
- субота, неділя (початок об 11-00 і о 13-00);
- вівторок, середа — репетиційні дні;
- понеділок — вихідний день.

Нині директором театру є заслужений артист Росії Олексій Антипцев, художній керівник — заслужений діяч мистецтв Росії Володимир Федорович Долгополов.

## З історії театру
Астраханський державний театр ляльок був заснований в грудні 1986 року.
Перший сезон закладу відкрився 28 листопада 1987 року.
Очолили театр художній керівник, заслужений діяч мистецтв Росії Володимир Федорович Долгополов і директор (перший — у 1986—2003 роки), заслужений працівник культури Росії Любов Василівна Гескіна.
Перші роки вистави проходили в приміщенні Астраханського гарнізонного Будинку офіцерів, а адміністрація та служби містилися в будівлі колишньої гауптвахти на території Астраханського кремля.
У 1991 році театр переїхав до реконструйованої історичної будівлі, в якій міститься у теперішній час.
У період 1995—2000 року на базі театру проходили підготовку студенти кафедри «Мистецтво театру ляльок» Астраханської державної консерваторії. У 2010 році театр надав свою базу для підготовки лялькарів в Астраханському коледжі культури.

## Репертуар, гастролі і діяльність
За роки існування театр здійснив постановку понад 60 вистав для дітей і для дорослих.
Це, передусім, класичні п'єси: «Золотий ключик» О. Толстого, «Царівна Жаба», «Чарівна лампа Аладдіна», «Галявинка» Н. Гернет, «Кицьчин дім» С. Маршака, «Дерево перетворень» М. Гумільова та інші. На сцені астраханського лялькового театру йшли також п'єси сучасних російських і зарубіжних авторів — для дітей: «Сонечко і снігові чоловічки» А. Веселова, «Собача радість» М. Супоніна, «Доктор Айболить» К. Чуковського та А. Усачова, «Звідки беруться діти» Т. Попової, «Відважний Жожо» К. Крстова (Болгарія), «Принцеса, що стрибає» Л. Дворського (Чехія), і для дорослих: «Смерть і діва» за Р. Бредбері, «ІГОГО» Є. Сперанського, «Божественна комедія» І. Штока, «Пристанище» М. Бертенева.
Велику частину вистав поставлено художнім керівником театру В. Долгополовим. У різні роки з театром співпрацювали також режисери: В. Борисов (Ярославль), В. Дерягін (Санкт-Петербург), С. Чуркін (Київ, Україна), Ф. Шевяков (Іжевськ, Удмуртія), А. Ткачов (Софія, Болгарія) І. Зінур (Казань, Татарстан), художники: Є. Мініна (Архангельськ), В. Єрохін, Г. Гришанов (Астрахань), Ф. Новиков (Волгоград), А. Курій (Черкаси, Україна), А. Таяновський, Г. Насонова (Санкт-Петербург), М. Прайс (Калінінград), А. Ваксман (Нижній Тагіл), В. Безуля (Полтава, Україна), А. Машаров (головний художник з 2000 року, Астрахань); композитори: А. Левкович (Торонто, Канада), Л. Етінгер (Геттінген, Німеччина), Ю. Шевченко (Київ, Україна), К. Пурунджан, А. Пінегін (Москва), І. Пучкіна, А. Горбачов, Т. Іонова, Н. Мамедова (Астрахань).
Наприкінці 1980-х років театр активно гастролював у містах Тольятті, Чебоксари, Миколаїв (Україна), Еліста, Пенза, Московська область. Нині (2000-ні) гастрольну практику відновлено. Театр побував у Волгограді, Ростові-на-Дону, Махачкалі, болгарських містах: Софії, Благоєвграді, Ловечі, а також показав виставу на сцені Російського дому в Белграді (Сербія). У себе на сцені театр приймав лялькові колективи з Болгарії (Софія), України (Вінниця), Дагестану, Волгограда, Ростова-на-Дону. Традиційною стала спільна з Волгоградським обласним та Дагестанським державним театрами ляльок програма обмінних гастролей.
Театр брав участь у фестивалі самостійних акторських робіт (Нижній Новгород, 1993), театральному фестивалі «Арт-візит» (Краснодар, 1999), 7-му міжнародному фестивалі театрів для дітей (Суботиця, Сербія, 2001), фестивалях «Срібний осетр» (Волгоград, 2001), «Подільська лялька» (Вінниця, Україна, 2005, 2007 роки)
У тепершній час в Астраханського театру ляльок чимало планів-проектів, одним з яких є організація і проведення в Астрахані Міжнародного фестивалю театрів ляльок прикаспійських держав «Каспійський берег».

## Виноски
1. ↑  Як нас знайти [Архівовано 2012-02-17 у Wayback Machine.] на Офіційна вебсторінка театру [Архівовано 2011-05-01 у Wayback Machine.] (рос.)
2. ↑  Керівники (театру)[недоступне посилання] на Офіційна вебсторінка театру [Архівовано 2011-05-01 у Wayback Machine.] (рос.)